# Liste der Monuments historiques in Écoyeux
Die Liste der Monuments historiques in Écoyeux führt die Monuments historiques in der französischen Gemeinde Écoyeux auf.

## Liste der Bauwerke
| Bezeichnung      | Beschreibung                                                                          | Standort               | Kennzeichnung | Schutzstatus | Datum | Bild           |
| ---------------- | ------------------------------------------------------------------------------------- | ---------------------- | ------------- | ------------ | ----- | -------------- |
| Schloss          | auch Château de Polignac; polygonaler Turm, 14. Jahrhundert, Schloss, 16. Jahrhundert | Rue Goulebenéze (Lage) | PA00104677    | Inscrit      | 1971  | weitere Bilder |
| Kirche St-Vivien | Erbaut im 12. Jahrhundert                                                             | (Lage)                 | PA00104678    | Classé       | 1907  | weitere Bilder |

## Liste der Objekte
Zum Verständnis siehe: Kirchenausstattung
| Bezeichnung | Beschreibung  | Standort                       | Kennzeichnung | Schutzstatus | Datum | Bild |
| ----------- | ------------- | ------------------------------ | ------------- | ------------ | ----- | ---- |
| Glocke      | 1621 gegossen | in der Kirche St-Vivien (Lage) | PM17002632    | Classé       | 2015  |      |